# The Equalizer (film)
The Equalizer este un film de acțiune american lansat în 2014. Filmul este regizat de Antoine Fuqua, iar în rolurile principale sunt actorii Denzel Washington, Marton Csokas și Chloë Grace Moretz. Este bazat pe un serial TV omonim din anii 1980.
Este prima parte dintr-o trilogie. Partea secundă a fost lansată la 20 iulie 2018, iar partea a treia a fost distribuită din 1 septembrie 2023, cu Denzel Washington, Richard Wenk și Antoine Fuqua reluându-și rolurile.

## Prezentare
Robert McCall a fost unul dintre cei mai buni agenți CIA, dar acum s-a pensionat și a promis soției sale decedate că își va părăsi viața anterioară. De atunci, duce o viață liniștită în Boston și lucrează într-un magazin de bricolaj numit Home Mart, unde este bun prieten cu colegii săi. De la moartea soției sale, el își petrece nopțile singuratice și nedormite citind cărți și vizitând o cafenea din apropiere, unde întâlnește o tânără prostituată drăguță. După ce se dezvoltă o prietenie între ei, McCall este afectat când o vede pe fată în spital doar după ce a fost bătută cu brutalitate de peștele ei. McCall trăiește după principiul echității, așa că merge la bătăușul fetei, Slavi, pentru a-i cumpăra libertatea de la el. Când Slavi îl respinge și îl insultă nepoliticos, McCall își folosește abilitățile în lupta corp la corp pentru a-l ucide cu brutalitate pe pește și gașca lui în mai puțin de jumătate de minut.
Infractorii erau membri ai mafiei ruse și ucigându-i, McCall a perturbat funcționarea organizației, așa că liderul mafiei, Vladimir Pușkin, îl trimite la fața locului pe „rezolvatorul de probleme” Teddy Rensen pentru a investiga cazul într-o manieră profesionistă. Între timp, nici McCall nu este inactiv, ci își ajută prietenii, se răzbună pe polițiști corupți, hoți și alți criminali pentru crimele pe care le-au comis. Rensen îl urmărește pe McCall, dar McCall este constant cu un pas înaintea lui. McCall îi vizitează în Virginia pe foștii agenți Susan și Brian Plummer care credeau că bărbatul era mort. Află de la ei că numele real al lui Rensen este Nicolai Itcenko și este un fost membru Spețnaz iar acum este șeful unei poliții secrete.
Întors la Boston, McCall îl capturează pe Frank Masters, un ofițer de poliție corupt finanțat de Pușkin, și îl obligă să-l ajute să distrugă una dintre afacerile locale ale lui Pușkin de spălare de bani. McCall îl întâlnește pe Itcenko într-un restaurant și îi spune că va distruge imperiul criminal al mafiotului. Când McCall aruncă în aer una dintre cisternele de contrabandă ale lui Pușkin, șeful mafiei ordonă ca bărbatul să fie ucis. Itcenko și oamenii săi iau cu asalt Home Mart și îi iau ostatici pe colegii lui McCall. McCall ajunge la fața locului și îi eliberează pe ostatici cu ajutorul colegului său, paznicul Ralph. Apoi îi măcelărește pe rând pe oamenii lui Itcenko, punând capcane improvizate cu unelte găsite în magazin. În cele din urmă, se găsește și față în față cu Itcenko, pe care îl execută.
McCall călătorește la Moscova, pătrunde în casa lui Pușkin și îl prinde în capcană, electrocutându-l mortal. Înapoi la Boston, McCall o întâlnește pe Alina, care și-a revenit după răni, și-a găsit un loc de muncă legal și a început să citească. După mulțumirile Alinei, McCall decide să-și folosească abilitățile pentru a-i ajuta în continuare pe ceilalți și postează un anunț online care oferă serviciile sale persoanelor aflate în nevoie. Prima cerere de ajutor va sosi în curând.

## Actori
- Denzel Washington - Robert McCall
- Marton Csokas - Nicolai Itcenko, a.k.a. Teddy Rensen
- Chloë Grace Moretz - Teri, a.k.a. Alina
- David Harbour - Masters
- Haley Bennett - Mandy
- Bill Pullman - Brian Plummer
- Melissa Leo - Susan Plummer
- David Meunier - Slavi
- Johnny Skourtis - Ralphie
- Alex Veadov - Tevi
- Vladimir Kulich - Vladimir Pușkin